# Lista di asteroidi (75001-76000)
Di seguito una lista di asteroidi dal numero 75001 al 76000 con data di scoperta e scopritore.

## 75001-75100
| Nome             | Designazione provvisoria | Data di scoperta | Scopritore                       |
| ---------------- | ------------------------ | ---------------- | -------------------------------- |
| 75001 -          | 1999 TX283               | 9 ottobre 1999   | LINEAR                           |
| 75002 -          | 1999 TM285               | 9 ottobre 1999   | LINEAR                           |
| 75003 -          | 1999 TO286               | 10 ottobre 1999  | LINEAR                           |
| 75004 -          | 1999 TQ291               | 10 ottobre 1999  | LINEAR                           |
| 75005 -          | 1999 TZ297               | 1 ottobre 1999   | CSS                              |
| 75006 -          | 1999 TX308               | 6 ottobre 1999   | Spacewatch                       |
| 75007 -          | 1999 TU320               | 10 ottobre 1999  | LINEAR                           |
| 75008 -          | 1999 TE328               | 12 ottobre 1999  | LINEAR                           |
| 75009 Petervereš | 1999 UC                  | 16 ottobre 1999  | P. Pravec, P. Kušnirák           |
| 75010 -          | 1999 UP                  | 16 ottobre 1999  | K. Korlević                      |
| 75011 -          | 1999 UQ1                 | 17 ottobre 1999  | T. Urata                         |
| 75012 -          | 1999 UO3                 | 17 ottobre 1999  | K. Korlević                      |
| 75013 -          | 1999 UJ4                 | 29 ottobre 1999  | G. Hug, G. Bell                  |
| 75014 -          | 1999 UO4                 | 31 ottobre 1999  | C. W. Juels                      |
| 75015 -          | 1999 UW4                 | 29 ottobre 1999  | Spacewatch                       |
| 75016 -          | 1999 UC5                 | 29 ottobre 1999  | CSS                              |
| 75017 -          | 1999 UE5                 | 29 ottobre 1999  | LINEAR                           |
| 75018 -          | 1999 UL5                 | 29 ottobre 1999  | LINEAR                           |
| 75019 -          | 1999 UZ7                 | 29 ottobre 1999  | CSS                              |
| 75020 -          | 1999 UM8                 | 29 ottobre 1999  | CSS                              |
| 75021 -          | 1999 UO8                 | 29 ottobre 1999  | CSS                              |
| 75022 -          | 1999 UP8                 | 29 ottobre 1999  | CSS                              |
| 75023 -          | 1999 UH9                 | 29 ottobre 1999  | CSS                              |
| 75024 -          | 1999 UA14                | 29 ottobre 1999  | CSS                              |
| 75025 -          | 1999 UJ14                | 29 ottobre 1999  | CSS                              |
| 75026 -          | 1999 UT14                | 29 ottobre 1999  | CSS                              |
| 75027 -          | 1999 UG17                | 29 ottobre 1999  | Spacewatch                       |
| 75028 -          | 1999 US17                | 30 ottobre 1999  | Spacewatch                       |
| 75029 -          | 1999 UR20                | 31 ottobre 1999  | Spacewatch                       |
| 75030 -          | 1999 UQ23                | 28 ottobre 1999  | CSS                              |
| 75031 -          | 1999 UX23                | 28 ottobre 1999  | CSS                              |
| 75032 -          | 1999 UT24                | 28 ottobre 1999  | CSS                              |
| 75033 -          | 1999 UU24                | 28 ottobre 1999  | CSS                              |
| 75034 -          | 1999 UV25                | 30 ottobre 1999  | CSS                              |
| 75035 -          | 1999 UY25                | 30 ottobre 1999  | CSS                              |
| 75036 -          | 1999 UD26                | 30 ottobre 1999  | CSS                              |
| 75037 -          | 1999 UG28                | 30 ottobre 1999  | Spacewatch                       |
| 75038 -          | 1999 UB31                | 31 ottobre 1999  | Spacewatch                       |
| 75039 -          | 1999 UC32                | 31 ottobre 1999  | Spacewatch                       |
| 75040 -          | 1999 UP33                | 31 ottobre 1999  | Spacewatch                       |
| 75041 -          | 1999 UB38                | 17 ottobre 1999  | Spacewatch                       |
| 75042 -          | 1999 UQ38                | 29 ottobre 1999  | LONEOS                           |
| 75043 -          | 1999 UE39                | 29 ottobre 1999  | LONEOS                           |
| 75044 -          | 1999 UG42                | 20 ottobre 1999  | LONEOS                           |
| 75045 -          | 1999 UK43                | 28 ottobre 1999  | CSS                              |
| 75046 -          | 1999 UM43                | 28 ottobre 1999  | CSS                              |
| 75047 -          | 1999 UD44                | 29 ottobre 1999  | CSS                              |
| 75048 -          | 1999 UM46                | 31 ottobre 1999  | CSS                              |
| 75049 -          | 1999 UX46                | 29 ottobre 1999  | LONEOS                           |
| 75050 -          | 1999 UN47                | 30 ottobre 1999  | CSS                              |
| 75051 -          | 1999 UN48                | 30 ottobre 1999  | CSS                              |
| 75052 -          | 1999 UM50                | 30 ottobre 1999  | CSS                              |
| 75053 -          | 1999 UH54                | 22 ottobre 1999  | LINEAR                           |
| 75054 -          | 1999 UQ57                | 31 ottobre 1999  | LONEOS                           |
| 75055 -          | 1999 VX2                 | 4 novembre 1999  | Y. Shimizu, T. Urata             |
| 75056 -          | 1999 VJ4                 | 1 novembre 1999  | CSS                              |
| 75057 -          | 1999 VR4                 | 7 novembre 1999  | R. Linderholm                    |
| 75058 Hanau      | 1999 VK5                 | 6 novembre 1999  | Saji                             |
| 75059 -          | 1999 VU5                 | 5 novembre 1999  | T. Kobayashi                     |
| 75060 -          | 1999 VJ6                 | 5 novembre 1999  | T. Kobayashi                     |
| 75061 -          | 1999 VK7                 | 7 novembre 1999  | K. Korlević                      |
| 75062 -          | 1999 VZ7                 | 8 novembre 1999  | K. Korlević                      |
| 75063 Koestler   | 1999 VO8                 | 1 novembre 1999  | S. Sposetti                      |
| 75064 -          | 1999 VF10                | 9 novembre 1999  | T. Kobayashi                     |
| 75065 -          | 1999 VO10                | 9 novembre 1999  | T. Kobayashi                     |
| 75066 -          | 1999 VK11                | 10 novembre 1999 | K. Korlević                      |
| 75067 -          | 1999 VN12                | 11 novembre 1999 | C. W. Juels                      |
| 75068 -          | 1999 VR13                | 2 novembre 1999  | LINEAR                           |
| 75069 -          | 1999 VW17                | 2 novembre 1999  | Spacewatch                       |
| 75070 -          | 1999 VX17                | 2 novembre 1999  | Spacewatch                       |
| 75071 -          | 1999 VB19                | 11 novembre 1999 | G. Bell, G. Hug                  |
| 75072 Timerskine | 1999 VU19                | 14 novembre 1999 | P. Wiggins                       |
| 75073 -          | 1999 VK21                | 11 novembre 1999 | BAO Schmidt CCD Asteroid Program |
| 75074 -          | 1999 VU21                | 12 novembre 1999 | K. Korlević                      |
| 75075 -          | 1999 VB22                | 13 novembre 1999 | K. Korlević                      |
| 75076 -          | 1999 VE22                | 12 novembre 1999 | G. Hug, G. Bell                  |
| 75077 -          | 1999 VP22                | 13 novembre 1999 | C. W. Juels                      |
| 75078 -          | 1999 VG23                | 8 novembre 1999  | R. Pacheco, À. López             |
| 75079 -          | 1999 VN24                | 15 novembre 1999 | C. W. Juels                      |
| 75080 -          | 1999 VP24                | 12 novembre 1999 | Uppsala-DLR Asteroid Survey      |
| 75081 -          | 1999 VC25                | 13 novembre 1999 | T. Kobayashi                     |
| 75082 -          | 1999 VF26                | 3 novembre 1999  | LINEAR                           |
| 75083 -          | 1999 VV26                | 3 novembre 1999  | LINEAR                           |
| 75084 -          | 1999 VX26                | 3 novembre 1999  | LINEAR                           |
| 75085 -          | 1999 VC28                | 3 novembre 1999  | LINEAR                           |
| 75086 -          | 1999 VU28                | 3 novembre 1999  | LINEAR                           |
| 75087 -          | 1999 VY28                | 3 novembre 1999  | LINEAR                           |
| 75088 -          | 1999 VV29                | 3 novembre 1999  | LINEAR                           |
| 75089 -          | 1999 VY30                | 3 novembre 1999  | LINEAR                           |
| 75090 -          | 1999 VP31                | 3 novembre 1999  | LINEAR                           |
| 75091 -          | 1999 VL33                | 3 novembre 1999  | LINEAR                           |
| 75092 -          | 1999 VG34                | 3 novembre 1999  | LINEAR                           |
| 75093 -          | 1999 VA35                | 3 novembre 1999  | LINEAR                           |
| 75094 -          | 1999 VD35                | 3 novembre 1999  | LINEAR                           |
| 75095 -          | 1999 VT36                | 3 novembre 1999  | LINEAR                           |
| 75096 -          | 1999 VW36                | 3 novembre 1999  | LINEAR                           |
| 75097 -          | 1999 VO37                | 3 novembre 1999  | LINEAR                           |
| 75098 -          | 1999 VK38                | 10 novembre 1999 | LINEAR                           |
| 75099 -          | 1999 VA41                | 1 novembre 1999  | Spacewatch                       |
| 75100 -          | 1999 VF43                | 4 novembre 1999  | Spacewatch                       |

## 75101-75200
| Nome               | Designazione provvisoria | Data di scoperta | Scopritore |
| ------------------ | ------------------------ | ---------------- | ---------- |
| 75101 -            | 1999 VE45                | 4 novembre 1999  | CSS        |
| 75102 -            | 1999 VX46                | 4 novembre 1999  | LINEAR     |
| 75103 -            | 1999 VL49                | 3 novembre 1999  | LINEAR     |
| 75104 -            | 1999 VQ49                | 3 novembre 1999  | LINEAR     |
| 75105 -            | 1999 VP51                | 3 novembre 1999  | LINEAR     |
| 75106 -            | 1999 VL52                | 3 novembre 1999  | LINEAR     |
| 75107 -            | 1999 VW54                | 4 novembre 1999  | LINEAR     |
| 75108 -            | 1999 VJ55                | 4 novembre 1999  | LINEAR     |
| 75109 -            | 1999 VQ55                | 4 novembre 1999  | LINEAR     |
| 75110 -            | 1999 VH56                | 4 novembre 1999  | LINEAR     |
| 75111 -            | 1999 VJ56                | 4 novembre 1999  | LINEAR     |
| 75112 -            | 1999 VN56                | 4 novembre 1999  | LINEAR     |
| 75113 -            | 1999 VZ57                | 4 novembre 1999  | LINEAR     |
| 75114 -            | 1999 VJ58                | 4 novembre 1999  | LINEAR     |
| 75115 -            | 1999 VR58                | 4 novembre 1999  | LINEAR     |
| 75116 -            | 1999 VM60                | 4 novembre 1999  | LINEAR     |
| 75117 -            | 1999 VN60                | 4 novembre 1999  | LINEAR     |
| 75118 -            | 1999 VP60                | 4 novembre 1999  | LINEAR     |
| 75119 -            | 1999 VU60                | 4 novembre 1999  | LINEAR     |
| 75120 -            | 1999 VW60                | 4 novembre 1999  | LINEAR     |
| 75121 -            | 1999 VP62                | 4 novembre 1999  | LINEAR     |
| 75122 -            | 1999 VU63                | 4 novembre 1999  | LINEAR     |
| 75123 -            | 1999 VH64                | 4 novembre 1999  | LINEAR     |
| 75124 -            | 1999 VR64                | 4 novembre 1999  | LINEAR     |
| 75125 -            | 1999 VY64                | 4 novembre 1999  | LINEAR     |
| 75126 -            | 1999 VU65                | 4 novembre 1999  | LINEAR     |
| 75127 -            | 1999 VP66                | 4 novembre 1999  | LINEAR     |
| 75128 -            | 1999 VW66                | 4 novembre 1999  | LINEAR     |
| 75129 -            | 1999 VP69                | 4 novembre 1999  | LINEAR     |
| 75130 -            | 1999 VE71                | 4 novembre 1999  | LINEAR     |
| 75131 -            | 1999 VH71                | 4 novembre 1999  | LINEAR     |
| 75132 -            | 1999 VK71                | 4 novembre 1999  | LINEAR     |
| 75133 -            | 1999 VT74                | 5 novembre 1999  | Spacewatch |
| 75134 -            | 1999 VR77                | 3 novembre 1999  | LINEAR     |
| 75135 -            | 1999 VT77                | 3 novembre 1999  | LINEAR     |
| 75136 -            | 1999 VF79                | 4 novembre 1999  | LINEAR     |
| 75137 -            | 1999 VW79                | 4 novembre 1999  | LINEAR     |
| 75138 -            | 1999 VT80                | 4 novembre 1999  | LINEAR     |
| 75139 -            | 1999 VD83                | 1 novembre 1999  | Spacewatch |
| 75140 -            | 1999 VM83                | 2 novembre 1999  | Spacewatch |
| 75141 -            | 1999 VZ84                | 6 novembre 1999  | Spacewatch |
| 75142 -            | 1999 VR87                | 5 novembre 1999  | LINEAR     |
| 75143 -            | 1999 VF90                | 5 novembre 1999  | LINEAR     |
| 75144 -            | 1999 VO91                | 5 novembre 1999  | LINEAR     |
| 75145 -            | 1999 VJ93                | 9 novembre 1999  | LINEAR     |
| 75146 -            | 1999 VE94                | 9 novembre 1999  | LINEAR     |
| 75147 -            | 1999 VD95                | 9 novembre 1999  | LINEAR     |
| 75148 -            | 1999 VN95                | 9 novembre 1999  | LINEAR     |
| 75149 -            | 1999 VM96                | 9 novembre 1999  | LINEAR     |
| 75150 -            | 1999 VU98                | 9 novembre 1999  | LINEAR     |
| 75151 -            | 1999 VY100               | 9 novembre 1999  | LINEAR     |
| 75152 -            | 1999 VP105               | 9 novembre 1999  | LINEAR     |
| 75153 -            | 1999 VT106               | 9 novembre 1999  | LINEAR     |
| 75154 -            | 1999 VU108               | 9 novembre 1999  | LINEAR     |
| 75155 -            | 1999 VX108               | 9 novembre 1999  | LINEAR     |
| 75156 -            | 1999 VN109               | 9 novembre 1999  | LINEAR     |
| 75157 -            | 1999 VP109               | 9 novembre 1999  | LINEAR     |
| 75158 -            | 1999 VU111               | 9 novembre 1999  | LINEAR     |
| 75159 -            | 1999 VZ112               | 9 novembre 1999  | LINEAR     |
| 75160 -            | 1999 VX113               | 9 novembre 1999  | CSS        |
| 75161 -            | 1999 VH115               | 9 novembre 1999  | CSS        |
| 75162 -            | 1999 VK116               | 4 novembre 1999  | Spacewatch |
| 75163 -            | 1999 VG119               | 3 novembre 1999  | Spacewatch |
| 75164 -            | 1999 VN119               | 3 novembre 1999  | Spacewatch |
| 75165 -            | 1999 VQ121               | 4 novembre 1999  | Spacewatch |
| 75166 -            | 1999 VH124               | 6 novembre 1999  | Spacewatch |
| 75167 -            | 1999 VF128               | 9 novembre 1999  | Spacewatch |
| 75168 -            | 1999 VF129               | 11 novembre 1999 | Spacewatch |
| 75169 -            | 1999 VR135               | 8 novembre 1999  | LINEAR     |
| 75170 -            | 1999 VC138               | 9 novembre 1999  | CSS        |
| 75171 -            | 1999 VB143               | 13 novembre 1999 | Spacewatch |
| 75172 -            | 1999 VT144               | 13 novembre 1999 | CSS        |
| 75173 -            | 1999 VA148               | 14 novembre 1999 | LINEAR     |
| 75174 -            | 1999 VX148               | 14 novembre 1999 | LINEAR     |
| 75175 -            | 1999 VF152               | 9 novembre 1999  | Spacewatch |
| 75176 -            | 1999 VV155               | 9 novembre 1999  | LINEAR     |
| 75177 -            | 1999 VY156               | 12 novembre 1999 | LINEAR     |
| 75178 -            | 1999 VQ157               | 14 novembre 1999 | LINEAR     |
| 75179 -            | 1999 VA158               | 14 novembre 1999 | LINEAR     |
| 75180 -            | 1999 VF158               | 14 novembre 1999 | LINEAR     |
| 75181 -            | 1999 VW158               | 14 novembre 1999 | LINEAR     |
| 75182 -            | 1999 VC159               | 14 novembre 1999 | LINEAR     |
| 75183 -            | 1999 VB160               | 14 novembre 1999 | LINEAR     |
| 75184 -            | 1999 VF160               | 14 novembre 1999 | LINEAR     |
| 75185 -            | 1999 VQ160               | 14 novembre 1999 | LINEAR     |
| 75186 -            | 1999 VX160               | 14 novembre 1999 | LINEAR     |
| 75187 -            | 1999 VU161               | 14 novembre 1999 | LINEAR     |
| 75188 -            | 1999 VB162               | 14 novembre 1999 | LINEAR     |
| 75189 -            | 1999 VQ168               | 14 novembre 1999 | LINEAR     |
| 75190 Segreliliana | 1999 VD169               | 14 novembre 1999 | LINEAR     |
| 75191 -            | 1999 VE170               | 14 novembre 1999 | LINEAR     |
| 75192 -            | 1999 VG171               | 14 novembre 1999 | LINEAR     |
| 75193 -            | 1999 VN171               | 14 novembre 1999 | LINEAR     |
| 75194 -            | 1999 VQ171               | 14 novembre 1999 | LINEAR     |
| 75195 -            | 1999 VJ173               | 15 novembre 1999 | LINEAR     |
| 75196 -            | 1999 VK173               | 15 novembre 1999 | LINEAR     |
| 75197 -            | 1999 VQ173               | 15 novembre 1999 | LINEAR     |
| 75198 -            | 1999 VR173               | 15 novembre 1999 | LINEAR     |
| 75199 -            | 1999 VK176               | 4 novembre 1999  | LINEAR     |
| 75200 -            | 1999 VG177               | 5 novembre 1999  | LINEAR     |

## 75201-75300
| Nome                | Designazione provvisoria | Data di scoperta | Scopritore                  |
| ------------------- | ------------------------ | ---------------- | --------------------------- |
| 75201 -             | 1999 VC178               | 6 novembre 1999  | LINEAR                      |
| 75202 -             | 1999 VV178               | 6 novembre 1999  | LINEAR                      |
| 75203 -             | 1999 VL183               | 12 novembre 1999 | LINEAR                      |
| 75204 -             | 1999 VC184               | 15 novembre 1999 | LINEAR                      |
| 75205 -             | 1999 VQ184               | 15 novembre 1999 | LINEAR                      |
| 75206 -             | 1999 VY184               | 15 novembre 1999 | LINEAR                      |
| 75207 -             | 1999 VR188               | 15 novembre 1999 | LINEAR                      |
| 75208 -             | 1999 VE191               | 9 novembre 1999  | LINEAR                      |
| 75209 -             | 1999 VM192               | 1 novembre 1999  | LONEOS                      |
| 75210 -             | 1999 VP192               | 1 novembre 1999  | LONEOS                      |
| 75211 -             | 1999 VD193               | 1 novembre 1999  | LONEOS                      |
| 75212 -             | 1999 VK201               | 3 novembre 1999  | LINEAR                      |
| 75213 -             | 1999 VD202               | 4 novembre 1999  | LINEAR                      |
| 75214 -             | 1999 VF202               | 4 novembre 1999  | LINEAR                      |
| 75215 -             | 1999 VG212               | 12 novembre 1999 | LINEAR                      |
| 75216 -             | 1999 VV213               | 14 novembre 1999 | LINEAR                      |
| 75217 -             | 1999 VJ215               | 3 novembre 1999  | LINEAR                      |
| 75218 -             | 1999 VL216               | 3 novembre 1999  | LINEAR                      |
| 75219 -             | 1999 VV219               | 5 novembre 1999  | LINEAR                      |
| 75220 -             | 1999 VL220               | 3 novembre 1999  | LINEAR                      |
| 75221 -             | 1999 VN222               | 4 novembre 1999  | Spacewatch                  |
| 75222 -             | 1999 VO223               | 5 novembre 1999  | LINEAR                      |
| 75223 Wupatki       | 1999 WP1                 | 28 novembre 1999 | Kleť                        |
| 75224 -             | 1999 WC3                 | 27 novembre 1999 | K. Korlević                 |
| 75225 Corradoaugias | 1999 WD3                 | 27 novembre 1999 | V. S. Casulli               |
| 75226 -             | 1999 WF3                 | 19 novembre 1999 | Uppsala-DLR Asteroid Survey |
| 75227 -             | 1999 WT3                 | 28 novembre 1999 | T. Kobayashi                |
| 75228 -             | 1999 WB4                 | 28 novembre 1999 | T. Kobayashi                |
| 75229 -             | 1999 WV4                 | 28 novembre 1999 | T. Kobayashi                |
| 75230 -             | 1999 WX4                 | 28 novembre 1999 | T. Kobayashi                |
| 75231 -             | 1999 WZ4                 | 28 novembre 1999 | T. Kobayashi                |
| 75232 -             | 1999 WK6                 | 28 novembre 1999 | K. Korlević                 |
| 75233 -             | 1999 WE7                 | 28 novembre 1999 | K. Korlević                 |
| 75234 -             | 1999 WO7                 | 28 novembre 1999 | K. Korlević                 |
| 75235 -             | 1999 WX7                 | 29 novembre 1999 | K. Korlević                 |
| 75236 -             | 1999 WB8                 | 28 novembre 1999 | Uppsala-DLR Asteroid Survey |
| 75237 -             | 1999 WK8                 | 29 novembre 1999 | T. Urata                    |
| 75238 -             | 1999 WC9                 | 29 novembre 1999 | A. Boattini, L. Tesi        |
| 75239 -             | 1999 WZ9                 | 30 novembre 1999 | T. Kobayashi                |
| 75240 -             | 1999 WH11                | 30 novembre 1999 | Spacewatch                  |
| 75241 -             | 1999 WL11                | 29 novembre 1999 | H. Shiozawa, T. Urata       |
| 75242 -             | 1999 WP11                | 29 novembre 1999 | H. Shiozawa, T. Urata       |
| 75243 -             | 1999 WV11                | 28 novembre 1999 | Spacewatch                  |
| 75244 -             | 1999 WO12                | 29 novembre 1999 | Spacewatch                  |
| 75245 -             | 1999 WH18                | 29 novembre 1999 | K. Korlević                 |
| 75246 -             | 1999 WJ19                | 30 novembre 1999 | Spacewatch                  |
| 75247 -             | 1999 XJ                  | 1 dicembre 1999  | P. G. Comba                 |
| 75248 -             | 1999 XX                  | 2 dicembre 1999  | T. Kobayashi                |
| 75249 -             | 1999 XU1                 | 3 dicembre 1999  | W. R. Cooney Jr.            |
| 75250 -             | 1999 XH3                 | 4 dicembre 1999  | CSS                         |
| 75251 -             | 1999 XN3                 | 4 dicembre 1999  | CSS                         |
| 75252 -             | 1999 XS3                 | 4 dicembre 1999  | CSS                         |
| 75253 -             | 1999 XY3                 | 4 dicembre 1999  | CSS                         |
| 75254 -             | 1999 XC4                 | 4 dicembre 1999  | CSS                         |
| 75255 -             | 1999 XD6                 | 4 dicembre 1999  | CSS                         |
| 75256 -             | 1999 XW6                 | 4 dicembre 1999  | CSS                         |
| 75257 -             | 1999 XX6                 | 4 dicembre 1999  | CSS                         |
| 75258 -             | 1999 XE8                 | 3 dicembre 1999  | T. Kobayashi                |
| 75259 -             | 1999 XG9                 | 2 dicembre 1999  | Spacewatch                  |
| 75260 -             | 1999 XO10                | 5 dicembre 1999  | CSS                         |
| 75261 -             | 1999 XB11                | 5 dicembre 1999  | CSS                         |
| 75262 -             | 1999 XF11                | 5 dicembre 1999  | CSS                         |
| 75263 -             | 1999 XO11                | 5 dicembre 1999  | CSS                         |
| 75264 -             | 1999 XG12                | 5 dicembre 1999  | LINEAR                      |
| 75265 -             | 1999 XE13                | 5 dicembre 1999  | LINEAR                      |
| 75266 -             | 1999 XG13                | 5 dicembre 1999  | LINEAR                      |
| 75267 -             | 1999 XJ13                | 5 dicembre 1999  | LINEAR                      |
| 75268 -             | 1999 XN15                | 5 dicembre 1999  | K. Korlević                 |
| 75269 -             | 1999 XU15                | 6 dicembre 1999  | K. Korlević                 |
| 75270 -             | 1999 XB16                | 7 dicembre 1999  | CSS                         |
| 75271 -             | 1999 XE16                | 7 dicembre 1999  | P. G. Comba                 |
| 75272 -             | 1999 XG16                | 7 dicembre 1999  | LINEAR                      |
| 75273 -             | 1999 XC18                | 3 dicembre 1999  | LINEAR                      |
| 75274 -             | 1999 XK18                | 3 dicembre 1999  | LINEAR                      |
| 75275 -             | 1999 XG19                | 3 dicembre 1999  | LINEAR                      |
| 75276 -             | 1999 XK19                | 3 dicembre 1999  | LINEAR                      |
| 75277 -             | 1999 XN19                | 5 dicembre 1999  | LINEAR                      |
| 75278 -             | 1999 XQ19                | 5 dicembre 1999  | LINEAR                      |
| 75279 -             | 1999 XX19                | 5 dicembre 1999  | LINEAR                      |
| 75280 -             | 1999 XZ20                | 5 dicembre 1999  | LINEAR                      |
| 75281 -             | 1999 XF22                | 5 dicembre 1999  | LINEAR                      |
| 75282 -             | 1999 XG22                | 6 dicembre 1999  | LINEAR                      |
| 75283 -             | 1999 XH23                | 6 dicembre 1999  | LINEAR                      |
| 75284 -             | 1999 XV24                | 6 dicembre 1999  | LINEAR                      |
| 75285 -             | 1999 XY24                | 6 dicembre 1999  | LINEAR                      |
| 75286 -             | 1999 XZ24                | 6 dicembre 1999  | LINEAR                      |
| 75287 -             | 1999 XD25                | 6 dicembre 1999  | LINEAR                      |
| 75288 -             | 1999 XL26                | 6 dicembre 1999  | LINEAR                      |
| 75289 -             | 1999 XM26                | 6 dicembre 1999  | LINEAR                      |
| 75290 -             | 1999 XY27                | 6 dicembre 1999  | LINEAR                      |
| 75291 -             | 1999 XD28                | 6 dicembre 1999  | LINEAR                      |
| 75292 -             | 1999 XE28                | 6 dicembre 1999  | LINEAR                      |
| 75293 -             | 1999 XQ28                | 6 dicembre 1999  | LINEAR                      |
| 75294 -             | 1999 XU28                | 6 dicembre 1999  | LINEAR                      |
| 75295 -             | 1999 XH30                | 6 dicembre 1999  | LINEAR                      |
| 75296 -             | 1999 XS30                | 6 dicembre 1999  | LINEAR                      |
| 75297 -             | 1999 XY32                | 6 dicembre 1999  | LINEAR                      |
| 75298 -             | 1999 XF33                | 6 dicembre 1999  | LINEAR                      |
| 75299 -             | 1999 XM33                | 6 dicembre 1999  | LINEAR                      |
| 75300 -             | 1999 XJ34                | 6 dicembre 1999  | LINEAR                      |

## 75301-75400
| Nome        | Designazione provvisoria | Data di scoperta | Scopritore           |
| ----------- | ------------------------ | ---------------- | -------------------- |
| 75301 -     | 1999 XN34                | 6 dicembre 1999  | LINEAR               |
| 75302 -     | 1999 XV34                | 6 dicembre 1999  | LINEAR               |
| 75303 -     | 1999 XQ35                | 6 dicembre 1999  | CSS                  |
| 75304 -     | 1999 XT36                | 7 dicembre 1999  | C. W. Juels          |
| 75305 -     | 1999 XV36                | 7 dicembre 1999  | C. W. Juels          |
| 75306 -     | 1999 XZ36                | 7 dicembre 1999  | J. M. Roe            |
| 75307 -     | 1999 XM37                | 7 dicembre 1999  | C. W. Juels          |
| 75308 Shoin | 1999 XY37                | 7 dicembre 1999  | A. Nakamura          |
| 75309 -     | 1999 XE38                | 3 dicembre 1999  | Y. Shimizu, T. Urata |
| 75310 -     | 1999 XA39                | 5 dicembre 1999  | LINEAR               |
| 75311 -     | 1999 XC39                | 6 dicembre 1999  | LINEAR               |
| 75312 -     | 1999 XT40                | 7 dicembre 1999  | LINEAR               |
| 75313 -     | 1999 XL41                | 7 dicembre 1999  | LINEAR               |
| 75314 -     | 1999 XG42                | 7 dicembre 1999  | LINEAR               |
| 75315 -     | 1999 XK42                | 7 dicembre 1999  | LINEAR               |
| 75316 -     | 1999 XM42                | 7 dicembre 1999  | LINEAR               |
| 75317 -     | 1999 XO43                | 7 dicembre 1999  | LINEAR               |
| 75318 -     | 1999 XN44                | 7 dicembre 1999  | LINEAR               |
| 75319 -     | 1999 XU44                | 7 dicembre 1999  | LINEAR               |
| 75320 -     | 1999 XV45                | 7 dicembre 1999  | LINEAR               |
| 75321 -     | 1999 XY45                | 7 dicembre 1999  | LINEAR               |
| 75322 -     | 1999 XF47                | 7 dicembre 1999  | LINEAR               |
| 75323 -     | 1999 XY47                | 7 dicembre 1999  | LINEAR               |
| 75324 -     | 1999 XV48                | 7 dicembre 1999  | LINEAR               |
| 75325 -     | 1999 XX48                | 7 dicembre 1999  | LINEAR               |
| 75326 -     | 1999 XZ50                | 7 dicembre 1999  | LINEAR               |
| 75327 -     | 1999 XV52                | 7 dicembre 1999  | LINEAR               |
| 75328 -     | 1999 XZ52                | 7 dicembre 1999  | LINEAR               |
| 75329 -     | 1999 XE53                | 7 dicembre 1999  | LINEAR               |
| 75330 -     | 1999 XF53                | 7 dicembre 1999  | LINEAR               |
| 75331 -     | 1999 XL53                | 7 dicembre 1999  | LINEAR               |
| 75332 -     | 1999 XN53                | 7 dicembre 1999  | LINEAR               |
| 75333 -     | 1999 XO54                | 7 dicembre 1999  | LINEAR               |
| 75334 -     | 1999 XS54                | 7 dicembre 1999  | LINEAR               |
| 75335 -     | 1999 XP55                | 7 dicembre 1999  | LINEAR               |
| 75336 -     | 1999 XE57                | 7 dicembre 1999  | LINEAR               |
| 75337 -     | 1999 XA58                | 7 dicembre 1999  | LINEAR               |
| 75338 -     | 1999 XX59                | 7 dicembre 1999  | LINEAR               |
| 75339 -     | 1999 XN60                | 7 dicembre 1999  | LINEAR               |
| 75340 -     | 1999 XP60                | 7 dicembre 1999  | LINEAR               |
| 75341 -     | 1999 XQ60                | 7 dicembre 1999  | LINEAR               |
| 75342 -     | 1999 XW60                | 7 dicembre 1999  | LINEAR               |
| 75343 -     | 1999 XK61                | 7 dicembre 1999  | LINEAR               |
| 75344 -     | 1999 XS61                | 7 dicembre 1999  | LINEAR               |
| 75345 -     | 1999 XZ61                | 7 dicembre 1999  | LINEAR               |
| 75346 -     | 1999 XE62                | 7 dicembre 1999  | LINEAR               |
| 75347 -     | 1999 XO62                | 7 dicembre 1999  | LINEAR               |
| 75348 -     | 1999 XF64                | 7 dicembre 1999  | LINEAR               |
| 75349 -     | 1999 XB65                | 7 dicembre 1999  | LINEAR               |
| 75350 -     | 1999 XY65                | 7 dicembre 1999  | LINEAR               |
| 75351 -     | 1999 XY67                | 7 dicembre 1999  | LINEAR               |
| 75352 -     | 1999 XH68                | 7 dicembre 1999  | LINEAR               |
| 75353 -     | 1999 XL69                | 7 dicembre 1999  | LINEAR               |
| 75354 -     | 1999 XS69                | 7 dicembre 1999  | LINEAR               |
| 75355 -     | 1999 XP70                | 7 dicembre 1999  | LINEAR               |
| 75356 -     | 1999 XA71                | 7 dicembre 1999  | LINEAR               |
| 75357 -     | 1999 XL71                | 7 dicembre 1999  | LINEAR               |
| 75358 -     | 1999 XT71                | 7 dicembre 1999  | LINEAR               |
| 75359 -     | 1999 XA72                | 7 dicembre 1999  | LINEAR               |
| 75360 -     | 1999 XO72                | 7 dicembre 1999  | LINEAR               |
| 75361 -     | 1999 XQ72                | 7 dicembre 1999  | LINEAR               |
| 75362 -     | 1999 XQ73                | 7 dicembre 1999  | LINEAR               |
| 75363 -     | 1999 XK74                | 7 dicembre 1999  | LINEAR               |
| 75364 -     | 1999 XZ74                | 7 dicembre 1999  | LINEAR               |
| 75365 -     | 1999 XP75                | 7 dicembre 1999  | LINEAR               |
| 75366 -     | 1999 XS82                | 7 dicembre 1999  | LINEAR               |
| 75367 -     | 1999 XV82                | 7 dicembre 1999  | LINEAR               |
| 75368 -     | 1999 XW82                | 7 dicembre 1999  | LINEAR               |
| 75369 -     | 1999 XZ82                | 7 dicembre 1999  | LINEAR               |
| 75370 -     | 1999 XM83                | 7 dicembre 1999  | LINEAR               |
| 75371 -     | 1999 XU83                | 7 dicembre 1999  | LINEAR               |
| 75372 -     | 1999 XX83                | 7 dicembre 1999  | LINEAR               |
| 75373 -     | 1999 XY83                | 7 dicembre 1999  | LINEAR               |
| 75374 -     | 1999 XG84                | 7 dicembre 1999  | LINEAR               |
| 75375 -     | 1999 XJ84                | 7 dicembre 1999  | LINEAR               |
| 75376 -     | 1999 XX84                | 7 dicembre 1999  | LINEAR               |
| 75377 -     | 1999 XP85                | 7 dicembre 1999  | LINEAR               |
| 75378 -     | 1999 XQ85                | 7 dicembre 1999  | LINEAR               |
| 75379 -     | 1999 XF87                | 7 dicembre 1999  | LINEAR               |
| 75380 -     | 1999 XK87                | 7 dicembre 1999  | LINEAR               |
| 75381 -     | 1999 XM89                | 7 dicembre 1999  | LINEAR               |
| 75382 -     | 1999 XP89                | 7 dicembre 1999  | LINEAR               |
| 75383 -     | 1999 XB91                | 7 dicembre 1999  | LINEAR               |
| 75384 -     | 1999 XS91                | 7 dicembre 1999  | LINEAR               |
| 75385 -     | 1999 XX92                | 7 dicembre 1999  | LINEAR               |
| 75386 -     | 1999 XZ92                | 7 dicembre 1999  | LINEAR               |
| 75387 -     | 1999 XK93                | 7 dicembre 1999  | LINEAR               |
| 75388 -     | 1999 XS93                | 7 dicembre 1999  | LINEAR               |
| 75389 -     | 1999 XU94                | 7 dicembre 1999  | LINEAR               |
| 75390 -     | 1999 XN95                | 7 dicembre 1999  | T. Kobayashi         |
| 75391 -     | 1999 XF96                | 7 dicembre 1999  | LINEAR               |
| 75392 -     | 1999 XD97                | 7 dicembre 1999  | LINEAR               |
| 75393 -     | 1999 XS97                | 7 dicembre 1999  | LINEAR               |
| 75394 -     | 1999 XE98                | 7 dicembre 1999  | LINEAR               |
| 75395 -     | 1999 XJ98                | 7 dicembre 1999  | LINEAR               |
| 75396 -     | 1999 XU98                | 7 dicembre 1999  | LINEAR               |
| 75397 -     | 1999 XY98                | 7 dicembre 1999  | LINEAR               |
| 75398 -     | 1999 XZ98                | 7 dicembre 1999  | LINEAR               |
| 75399 -     | 1999 XB99                | 7 dicembre 1999  | LINEAR               |
| 75400 -     | 1999 XQ100               | 7 dicembre 1999  | LINEAR               |

## 75401-75500
| Nome    | Designazione provvisoria | Data di scoperta | Scopritore   |
| ------- | ------------------------ | ---------------- | ------------ |
| 75401 - | 1999 XV100               | 7 dicembre 1999  | LINEAR       |
| 75402 - | 1999 XF101               | 7 dicembre 1999  | LINEAR       |
| 75403 - | 1999 XH102               | 7 dicembre 1999  | LINEAR       |
| 75404 - | 1999 XM102               | 7 dicembre 1999  | LINEAR       |
| 75405 - | 1999 XQ103               | 7 dicembre 1999  | LINEAR       |
| 75406 - | 1999 XR103               | 7 dicembre 1999  | LINEAR       |
| 75407 - | 1999 XU103               | 7 dicembre 1999  | LINEAR       |
| 75408 - | 1999 XG104               | 7 dicembre 1999  | LINEAR       |
| 75409 - | 1999 XR104               | 9 dicembre 1999  | C. W. Juels  |
| 75410 - | 1999 XW104               | 10 dicembre 1999 | T. Kobayashi |
| 75411 - | 1999 XQ106               | 4 dicembre 1999  | CSS          |
| 75412 - | 1999 XJ108               | 4 dicembre 1999  | CSS          |
| 75413 - | 1999 XW110               | 5 dicembre 1999  | CSS          |
| 75414 - | 1999 XC112               | 7 dicembre 1999  | LINEAR       |
| 75415 - | 1999 XK115               | 4 dicembre 1999  | CSS          |
| 75416 - | 1999 XU115               | 5 dicembre 1999  | CSS          |
| 75417 - | 1999 XR116               | 5 dicembre 1999  | CSS          |
| 75418 - | 1999 XY116               | 5 dicembre 1999  | CSS          |
| 75419 - | 1999 XF117               | 5 dicembre 1999  | CSS          |
| 75420 - | 1999 XE118               | 5 dicembre 1999  | CSS          |
| 75421 - | 1999 XQ118               | 5 dicembre 1999  | CSS          |
| 75422 - | 1999 XH119               | 5 dicembre 1999  | CSS          |
| 75423 - | 1999 XO119               | 5 dicembre 1999  | CSS          |
| 75424 - | 1999 XL120               | 5 dicembre 1999  | CSS          |
| 75425 - | 1999 XG121               | 5 dicembre 1999  | CSS          |
| 75426 - | 1999 XJ123               | 7 dicembre 1999  | CSS          |
| 75427 - | 1999 XK123               | 7 dicembre 1999  | CSS          |
| 75428 - | 1999 XM123               | 7 dicembre 1999  | CSS          |
| 75429 - | 1999 XV124               | 7 dicembre 1999  | CSS          |
| 75430 - | 1999 XN125               | 7 dicembre 1999  | CSS          |
| 75431 - | 1999 XD126               | 7 dicembre 1999  | CSS          |
| 75432 - | 1999 XJ126               | 7 dicembre 1999  | CSS          |
| 75433 - | 1999 XK126               | 7 dicembre 1999  | CSS          |
| 75434 - | 1999 XT126               | 7 dicembre 1999  | CSS          |
| 75435 - | 1999 XX126               | 7 dicembre 1999  | CSS          |
| 75436 - | 1999 XY126               | 7 dicembre 1999  | CSS          |
| 75437 - | 1999 XN127               | 6 dicembre 1999  | P. Kušnirák  |
| 75438 - | 1999 XJ128               | 7 dicembre 1999  | LINEAR       |
| 75439 - | 1999 XN128               | 7 dicembre 1999  | LINEAR       |
| 75440 - | 1999 XQ128               | 7 dicembre 1999  | LINEAR       |
| 75441 - | 1999 XB129               | 12 dicembre 1999 | LINEAR       |
| 75442 - | 1999 XN129               | 12 dicembre 1999 | LINEAR       |
| 75443 - | 1999 XS129               | 12 dicembre 1999 | LINEAR       |
| 75444 - | 1999 XU131               | 12 dicembre 1999 | LINEAR       |
| 75445 - | 1999 XJ132               | 12 dicembre 1999 | LINEAR       |
| 75446 - | 1999 XV133               | 12 dicembre 1999 | LINEAR       |
| 75447 - | 1999 XJ135               | 6 dicembre 1999  | LINEAR       |
| 75448 - | 1999 XV135               | 8 dicembre 1999  | LINEAR       |
| 75449 - | 1999 XH137               | 15 dicembre 1999 | P. G. Comba  |
| 75450 - | 1999 XR137               | 10 dicembre 1999 | T. Pauwels   |
| 75451 - | 1999 XB139               | 5 dicembre 1999  | Spacewatch   |
| 75452 - | 1999 XP142               | 12 dicembre 1999 | LINEAR       |
| 75453 - | 1999 XS142               | 13 dicembre 1999 | LINEAR       |
| 75454 - | 1999 XL144               | 15 dicembre 1999 | C. W. Juels  |
| 75455 - | 1999 XL145               | 7 dicembre 1999  | Spacewatch   |
| 75456 - | 1999 XR145               | 7 dicembre 1999  | Spacewatch   |
| 75457 - | 1999 XF146               | 7 dicembre 1999  | Spacewatch   |
| 75458 - | 1999 XS147               | 7 dicembre 1999  | Spacewatch   |
| 75459 - | 1999 XM151               | 7 dicembre 1999  | Spacewatch   |
| 75460 - | 1999 XO152               | 13 dicembre 1999 | LONEOS       |
| 75461 - | 1999 XW155               | 8 dicembre 1999  | LINEAR       |
| 75462 - | 1999 XB156               | 8 dicembre 1999  | LINEAR       |
| 75463 - | 1999 XV157               | 8 dicembre 1999  | LINEAR       |
| 75464 - | 1999 XM159               | 8 dicembre 1999  | LINEAR       |
| 75465 - | 1999 XN159               | 8 dicembre 1999  | LINEAR       |
| 75466 - | 1999 XU159               | 8 dicembre 1999  | LINEAR       |
| 75467 - | 1999 XS160               | 9 dicembre 1999  | CSS          |
| 75468 - | 1999 XC161               | 12 dicembre 1999 | LINEAR       |
| 75469 - | 1999 XU162               | 8 dicembre 1999  | Spacewatch   |
| 75470 - | 1999 XT164               | 8 dicembre 1999  | LINEAR       |
| 75471 - | 1999 XW164               | 8 dicembre 1999  | LINEAR       |
| 75472 - | 1999 XX164               | 8 dicembre 1999  | LINEAR       |
| 75473 - | 1999 XY164               | 8 dicembre 1999  | LINEAR       |
| 75474 - | 1999 XQ165               | 8 dicembre 1999  | LINEAR       |
| 75475 - | 1999 XC166               | 10 dicembre 1999 | LINEAR       |
| 75476 - | 1999 XS166               | 10 dicembre 1999 | LINEAR       |
| 75477 - | 1999 XC167               | 10 dicembre 1999 | LINEAR       |
| 75478 - | 1999 XG167               | 10 dicembre 1999 | LINEAR       |
| 75479 - | 1999 XH170               | 10 dicembre 1999 | LINEAR       |
| 75480 - | 1999 XZ171               | 10 dicembre 1999 | LINEAR       |
| 75481 - | 1999 XB172               | 10 dicembre 1999 | LINEAR       |
| 75482 - | 1999 XC173               | 10 dicembre 1999 | LINEAR       |
| 75483 - | 1999 XE173               | 10 dicembre 1999 | LINEAR       |
| 75484 - | 1999 XP173               | 10 dicembre 1999 | LINEAR       |
| 75485 - | 1999 XC174               | 10 dicembre 1999 | LINEAR       |
| 75486 - | 1999 XO174               | 10 dicembre 1999 | LINEAR       |
| 75487 - | 1999 XZ175               | 10 dicembre 1999 | LINEAR       |
| 75488 - | 1999 XT177               | 10 dicembre 1999 | LINEAR       |
| 75489 - | 1999 XO178               | 10 dicembre 1999 | LINEAR       |
| 75490 - | 1999 XQ178               | 10 dicembre 1999 | LINEAR       |
| 75491 - | 1999 XZ178               | 10 dicembre 1999 | LINEAR       |
| 75492 - | 1999 XK179               | 10 dicembre 1999 | LINEAR       |
| 75493 - | 1999 XG180               | 10 dicembre 1999 | LINEAR       |
| 75494 - | 1999 XH181               | 12 dicembre 1999 | LINEAR       |
| 75495 - | 1999 XM181               | 12 dicembre 1999 | LINEAR       |
| 75496 - | 1999 XD182               | 12 dicembre 1999 | LINEAR       |
| 75497 - | 1999 XW183               | 12 dicembre 1999 | LINEAR       |
| 75498 - | 1999 XA184               | 12 dicembre 1999 | LINEAR       |
| 75499 - | 1999 XP184               | 12 dicembre 1999 | LINEAR       |
| 75500 - | 1999 XQ184               | 12 dicembre 1999 | LINEAR       |

## 75501-75600
| Nome             | Designazione provvisoria | Data di scoperta | Scopritore            |
| ---------------- | ------------------------ | ---------------- | --------------------- |
| 75501 -          | 1999 XB185               | 12 dicembre 1999 | LINEAR                |
| 75502 -          | 1999 XZ185               | 12 dicembre 1999 | LINEAR                |
| 75503 -          | 1999 XX186               | 12 dicembre 1999 | LINEAR                |
| 75504 -          | 1999 XK189               | 12 dicembre 1999 | LINEAR                |
| 75505 -          | 1999 XC192               | 12 dicembre 1999 | LINEAR                |
| 75506 -          | 1999 XW193               | 12 dicembre 1999 | LINEAR                |
| 75507 -          | 1999 XO195               | 12 dicembre 1999 | LINEAR                |
| 75508 -          | 1999 XV196               | 12 dicembre 1999 | LINEAR                |
| 75509 -          | 1999 XL197               | 12 dicembre 1999 | LINEAR                |
| 75510 -          | 1999 XO198               | 12 dicembre 1999 | LINEAR                |
| 75511 -          | 1999 XS200               | 12 dicembre 1999 | LINEAR                |
| 75512 -          | 1999 XW202               | 12 dicembre 1999 | LINEAR                |
| 75513 -          | 1999 XY202               | 12 dicembre 1999 | LINEAR                |
| 75514 -          | 1999 XD203               | 12 dicembre 1999 | LINEAR                |
| 75515 -          | 1999 XM203               | 12 dicembre 1999 | LINEAR                |
| 75516 -          | 1999 XV203               | 12 dicembre 1999 | LINEAR                |
| 75517 -          | 1999 XY203               | 12 dicembre 1999 | LINEAR                |
| 75518 -          | 1999 XE205               | 12 dicembre 1999 | LINEAR                |
| 75519 -          | 1999 XM205               | 12 dicembre 1999 | LINEAR                |
| 75520 -          | 1999 XN205               | 12 dicembre 1999 | LINEAR                |
| 75521 -          | 1999 XO206               | 12 dicembre 1999 | LINEAR                |
| 75522 -          | 1999 XW206               | 12 dicembre 1999 | LINEAR                |
| 75523 -          | 1999 XX206               | 12 dicembre 1999 | LINEAR                |
| 75524 -          | 1999 XA207               | 12 dicembre 1999 | LINEAR                |
| 75525 -          | 1999 XQ209               | 13 dicembre 1999 | LINEAR                |
| 75526 -          | 1999 XV211               | 13 dicembre 1999 | LINEAR                |
| 75527 -          | 1999 XY213               | 14 dicembre 1999 | LINEAR                |
| 75528 -          | 1999 XC214               | 14 dicembre 1999 | LINEAR                |
| 75529 -          | 1999 XF215               | 14 dicembre 1999 | LINEAR                |
| 75530 -          | 1999 XA218               | 13 dicembre 1999 | Spacewatch            |
| 75531 -          | 1999 XL218               | 13 dicembre 1999 | Spacewatch            |
| 75532 -          | 1999 XN220               | 13 dicembre 1999 | LINEAR                |
| 75533 -          | 1999 XM226               | 14 dicembre 1999 | Spacewatch            |
| 75534 -          | 1999 XM227               | 15 dicembre 1999 | Spacewatch            |
| 75535 -          | 1999 XG228               | 14 dicembre 1999 | Spacewatch            |
| 75536 -          | 1999 XB230               | 7 dicembre 1999  | LONEOS                |
| 75537 -          | 1999 XN230               | 7 dicembre 1999  | LONEOS                |
| 75538 -          | 1999 XV230               | 7 dicembre 1999  | CSS                   |
| 75539 -          | 1999 XY232               | 12 dicembre 1999 | LINEAR                |
| 75540 -          | 1999 XJ233               | 3 dicembre 1999  | LONEOS                |
| 75541 -          | 1999 XY234               | 3 dicembre 1999  | LONEOS                |
| 75542 -          | 1999 XN237               | 5 dicembre 1999  | CSS                   |
| 75543 -          | 1999 XY241               | 13 dicembre 1999 | CSS                   |
| 75544 -          | 1999 XN248               | 6 dicembre 1999  | LINEAR                |
| 75545 -          | 1999 XS251               | 9 dicembre 1999  | Spacewatch            |
| 75546 -          | 1999 XC256               | 6 dicembre 1999  | LINEAR                |
| 75547 -          | 1999 XV257               | 7 dicembre 1999  | LINEAR                |
| 75548 -          | 1999 XG259               | 8 dicembre 1999  | LINEAR                |
| 75549 -          | 1999 XL260               | 8 dicembre 1999  | LINEAR                |
| 75550 -          | 1999 YT1                 | 16 dicembre 1999 | LINEAR                |
| 75551 -          | 1999 YL4                 | 27 dicembre 1999 | G. Hug, G. Bell       |
| 75552 -          | 1999 YO5                 | 28 dicembre 1999 | LINEAR                |
| 75553 -          | 1999 YQ6                 | 30 dicembre 1999 | LINEAR                |
| 75554 -          | 1999 YD12                | 27 dicembre 1999 | Spacewatch            |
| 75555 Wonaszek   | 1999 YW14                | 31 dicembre 1999 | K. Sárneczky, L. Kiss |
| 75556 -          | 1999 YT15                | 31 dicembre 1999 | Spacewatch            |
| 75557 -          | 1999 YK17                | 31 dicembre 1999 | Spacewatch            |
| 75558 -          | 1999 YE18                | 30 dicembre 1999 | LONEOS                |
| 75559 -          | 1999 YJ18                | 18 dicembre 1999 | LINEAR                |
| 75560 -          | 1999 YN22                | 31 dicembre 1999 | LONEOS                |
| 75561 -          | 1999 YR22                | 31 dicembre 1999 | LONEOS                |
| 75562 Wilkening  | 1999 YV22                | 31 dicembre 1999 | CSS                   |
| 75563 -          | 1999 YA23                | 30 dicembre 1999 | LONEOS                |
| 75564 Audubon    | 2000 AJ                  | 2 gennaio 2000   | C. W. Juels           |
| 75565 -          | 2000 AY                  | 2 gennaio 2000   | Spacewatch            |
| 75566 -          | 2000 AZ                  | 2 gennaio 2000   | Spacewatch            |
| 75567 -          | 2000 AK1                 | 2 gennaio 2000   | LINEAR                |
| 75568 -          | 2000 AR1                 | 2 gennaio 2000   | K. Korlević           |
| 75569 IRSOL      | 2000 AD2                 | 2 gennaio 2000   | S. Sposetti           |
| 75570 Jenőwigner | 2000 AP4                 | 1 gennaio 2000   | K. Sárneczky, L. Kiss |
| 75571 -          | 2000 AT4                 | 3 gennaio 2000   | Powell                |
| 75572 -          | 2000 AO6                 | 4 gennaio 2000   | P. G. Comba           |
| 75573 -          | 2000 AE8                 | 2 gennaio 2000   | LINEAR                |
| 75574 -          | 2000 AZ8                 | 2 gennaio 2000   | LINEAR                |
| 75575 -          | 2000 AQ9                 | 2 gennaio 2000   | LINEAR                |
| 75576 -          | 2000 AA10                | 3 gennaio 2000   | LINEAR                |
| 75577 -          | 2000 AD11                | 3 gennaio 2000   | LINEAR                |
| 75578 -          | 2000 AV11                | 3 gennaio 2000   | LINEAR                |
| 75579 -          | 2000 AS12                | 3 gennaio 2000   | LINEAR                |
| 75580 -          | 2000 AF13                | 3 gennaio 2000   | LINEAR                |
| 75581 -          | 2000 AN13                | 3 gennaio 2000   | LINEAR                |
| 75582 -          | 2000 AV13                | 3 gennaio 2000   | LINEAR                |
| 75583 -          | 2000 AR14                | 3 gennaio 2000   | LINEAR                |
| 75584 -          | 2000 AX14                | 3 gennaio 2000   | LINEAR                |
| 75585 -          | 2000 AU15                | 3 gennaio 2000   | LINEAR                |
| 75586 -          | 2000 AZ15                | 3 gennaio 2000   | LINEAR                |
| 75587 -          | 2000 AK16                | 3 gennaio 2000   | LINEAR                |
| 75588 -          | 2000 AQ16                | 3 gennaio 2000   | LINEAR                |
| 75589 -          | 2000 AX16                | 3 gennaio 2000   | LINEAR                |
| 75590 -          | 2000 AH17                | 3 gennaio 2000   | LINEAR                |
| 75591 Stonemose  | 2000 AN18                | 3 gennaio 2000   | LINEAR                |
| 75592 -          | 2000 AH19                | 3 gennaio 2000   | LINEAR                |
| 75593 -          | 2000 AT19                | 3 gennaio 2000   | LINEAR                |
| 75594 -          | 2000 AN21                | 3 gennaio 2000   | LINEAR                |
| 75595 -          | 2000 AM22                | 3 gennaio 2000   | LINEAR                |
| 75596 -          | 2000 AA23                | 3 gennaio 2000   | LINEAR                |
| 75597 -          | 2000 AS23                | 3 gennaio 2000   | LINEAR                |
| 75598 -          | 2000 AY23                | 3 gennaio 2000   | LINEAR                |
| 75599 -          | 2000 AG24                | 3 gennaio 2000   | LINEAR                |
| 75600 -          | 2000 AQ27                | 3 gennaio 2000   | LINEAR                |

## 75601-75700
| Nome    | Designazione provvisoria | Data di scoperta | Scopritore  |
| ------- | ------------------------ | ---------------- | ----------- |
| 75601 - | 2000 AB28                | 3 gennaio 2000   | LINEAR      |
| 75602 - | 2000 AF28                | 3 gennaio 2000   | LINEAR      |
| 75603 - | 2000 AT28                | 3 gennaio 2000   | LINEAR      |
| 75604 - | 2000 AZ30                | 3 gennaio 2000   | LINEAR      |
| 75605 - | 2000 AA32                | 3 gennaio 2000   | LINEAR      |
| 75606 - | 2000 AL32                | 3 gennaio 2000   | LINEAR      |
| 75607 - | 2000 AD33                | 3 gennaio 2000   | LINEAR      |
| 75608 - | 2000 AC34                | 3 gennaio 2000   | LINEAR      |
| 75609 - | 2000 AF34                | 3 gennaio 2000   | LINEAR      |
| 75610 - | 2000 AU34                | 3 gennaio 2000   | LINEAR      |
| 75611 - | 2000 AB38                | 3 gennaio 2000   | LINEAR      |
| 75612 - | 2000 AE38                | 3 gennaio 2000   | LINEAR      |
| 75613 - | 2000 AJ39                | 3 gennaio 2000   | LINEAR      |
| 75614 - | 2000 AS40                | 3 gennaio 2000   | LINEAR      |
| 75615 - | 2000 AU40                | 3 gennaio 2000   | LINEAR      |
| 75616 - | 2000 AX40                | 3 gennaio 2000   | LINEAR      |
| 75617 - | 2000 AA41                | 3 gennaio 2000   | LINEAR      |
| 75618 - | 2000 AM42                | 3 gennaio 2000   | LINEAR      |
| 75619 - | 2000 AO42                | 4 gennaio 2000   | LINEAR      |
| 75620 - | 2000 AP42                | 4 gennaio 2000   | LINEAR      |
| 75621 - | 2000 AG43                | 5 gennaio 2000   | LINEAR      |
| 75622 - | 2000 AH46                | 3 gennaio 2000   | LINEAR      |
| 75623 - | 2000 AO47                | 4 gennaio 2000   | LINEAR      |
| 75624 - | 2000 AR47                | 4 gennaio 2000   | LINEAR      |
| 75625 - | 2000 AA48                | 4 gennaio 2000   | LINEAR      |
| 75626 - | 2000 AQ48                | 4 gennaio 2000   | LINEAR      |
| 75627 - | 2000 AT48                | 5 gennaio 2000   | LINEAR      |
| 75628 - | 2000 AU48                | 5 gennaio 2000   | LINEAR      |
| 75629 - | 2000 AK50                | 6 gennaio 2000   | K. Korlević |
| 75630 - | 2000 AR51                | 4 gennaio 2000   | LINEAR      |
| 75631 - | 2000 AV51                | 4 gennaio 2000   | LINEAR      |
| 75632 - | 2000 AY51                | 4 gennaio 2000   | LINEAR      |
| 75633 - | 2000 AF52                | 4 gennaio 2000   | LINEAR      |
| 75634 - | 2000 AQ52                | 4 gennaio 2000   | LINEAR      |
| 75635 - | 2000 AY52                | 4 gennaio 2000   | LINEAR      |
| 75636 - | 2000 AE53                | 4 gennaio 2000   | LINEAR      |
| 75637 - | 2000 AQ53                | 4 gennaio 2000   | LINEAR      |
| 75638 - | 2000 AW53                | 4 gennaio 2000   | LINEAR      |
| 75639 - | 2000 AV54                | 4 gennaio 2000   | LINEAR      |
| 75640 - | 2000 AE55                | 4 gennaio 2000   | LINEAR      |
| 75641 - | 2000 AS55                | 4 gennaio 2000   | LINEAR      |
| 75642 - | 2000 AD56                | 4 gennaio 2000   | LINEAR      |
| 75643 - | 2000 AR57                | 4 gennaio 2000   | LINEAR      |
| 75644 - | 2000 AE58                | 4 gennaio 2000   | LINEAR      |
| 75645 - | 2000 AR58                | 4 gennaio 2000   | LINEAR      |
| 75646 - | 2000 AD59                | 4 gennaio 2000   | LINEAR      |
| 75647 - | 2000 AR59                | 4 gennaio 2000   | LINEAR      |
| 75648 - | 2000 AW59                | 4 gennaio 2000   | LINEAR      |
| 75649 - | 2000 AE62                | 4 gennaio 2000   | LINEAR      |
| 75650 - | 2000 AO63                | 4 gennaio 2000   | LINEAR      |
| 75651 - | 2000 AS63                | 4 gennaio 2000   | LINEAR      |
| 75652 - | 2000 AZ63                | 4 gennaio 2000   | LINEAR      |
| 75653 - | 2000 AG64                | 4 gennaio 2000   | LINEAR      |
| 75654 - | 2000 AV65                | 4 gennaio 2000   | LINEAR      |
| 75655 - | 2000 AT66                | 4 gennaio 2000   | LINEAR      |
| 75656 - | 2000 AS68                | 5 gennaio 2000   | LINEAR      |
| 75657 - | 2000 AW75                | 5 gennaio 2000   | LINEAR      |
| 75658 - | 2000 AE76                | 5 gennaio 2000   | LINEAR      |
| 75659 - | 2000 AP76                | 5 gennaio 2000   | LINEAR      |
| 75660 - | 2000 AG77                | 5 gennaio 2000   | LINEAR      |
| 75661 - | 2000 AB79                | 5 gennaio 2000   | LINEAR      |
| 75662 - | 2000 AG79                | 5 gennaio 2000   | LINEAR      |
| 75663 - | 2000 AB81                | 5 gennaio 2000   | LINEAR      |
| 75664 - | 2000 AX82                | 5 gennaio 2000   | LINEAR      |
| 75665 - | 2000 AY83                | 5 gennaio 2000   | LINEAR      |
| 75666 - | 2000 AG85                | 5 gennaio 2000   | LINEAR      |
| 75667 - | 2000 AM86                | 5 gennaio 2000   | LINEAR      |
| 75668 - | 2000 AW87                | 5 gennaio 2000   | LINEAR      |
| 75669 - | 2000 AH88                | 5 gennaio 2000   | LINEAR      |
| 75670 - | 2000 AN89                | 5 gennaio 2000   | LINEAR      |
| 75671 - | 2000 AG92                | 5 gennaio 2000   | LINEAR      |
| 75672 - | 2000 AH92                | 5 gennaio 2000   | LINEAR      |
| 75673 - | 2000 AM94                | 4 gennaio 2000   | LINEAR      |
| 75674 - | 2000 AZ95                | 4 gennaio 2000   | LINEAR      |
| 75675 - | 2000 AB96                | 4 gennaio 2000   | LINEAR      |
| 75676 - | 2000 AL96                | 4 gennaio 2000   | LINEAR      |
| 75677 - | 2000 AU96                | 4 gennaio 2000   | LINEAR      |
| 75678 - | 2000 AA97                | 4 gennaio 2000   | LINEAR      |
| 75679 - | 2000 AU97                | 4 gennaio 2000   | LINEAR      |
| 75680 - | 2000 AW97                | 4 gennaio 2000   | LINEAR      |
| 75681 - | 2000 AL98                | 4 gennaio 2000   | LINEAR      |
| 75682 - | 2000 AC99                | 5 gennaio 2000   | LINEAR      |
| 75683 - | 2000 AH99                | 5 gennaio 2000   | LINEAR      |
| 75684 - | 2000 AN99                | 5 gennaio 2000   | LINEAR      |
| 75685 - | 2000 AX99                | 5 gennaio 2000   | LINEAR      |
| 75686 - | 2000 AQ100               | 5 gennaio 2000   | LINEAR      |
| 75687 - | 2000 AR100               | 5 gennaio 2000   | LINEAR      |
| 75688 - | 2000 AG101               | 5 gennaio 2000   | LINEAR      |
| 75689 - | 2000 AD103               | 5 gennaio 2000   | LINEAR      |
| 75690 - | 2000 AO103               | 5 gennaio 2000   | LINEAR      |
| 75691 - | 2000 AQ103               | 5 gennaio 2000   | LINEAR      |
| 75692 - | 2000 AW103               | 5 gennaio 2000   | LINEAR      |
| 75693 - | 2000 AJ104               | 5 gennaio 2000   | LINEAR      |
| 75694 - | 2000 AU104               | 5 gennaio 2000   | LINEAR      |
| 75695 - | 2000 AK106               | 5 gennaio 2000   | LINEAR      |
| 75696 - | 2000 AJ109               | 5 gennaio 2000   | LINEAR      |
| 75697 - | 2000 AP110               | 5 gennaio 2000   | LINEAR      |
| 75698 - | 2000 AS110               | 5 gennaio 2000   | LINEAR      |
| 75699 - | 2000 AB112               | 5 gennaio 2000   | LINEAR      |
| 75700 - | 2000 AU112               | 5 gennaio 2000   | LINEAR      |

## 75701-75800
| Nome    | Designazione provvisoria | Data di scoperta | Scopritore               |
| ------- | ------------------------ | ---------------- | ------------------------ |
| 75701 - | 2000 AF113               | 5 gennaio 2000   | LINEAR                   |
| 75702 - | 2000 AN114               | 5 gennaio 2000   | LINEAR                   |
| 75703 - | 2000 AM115               | 5 gennaio 2000   | LINEAR                   |
| 75704 - | 2000 AV115               | 5 gennaio 2000   | LINEAR                   |
| 75705 - | 2000 AP116               | 5 gennaio 2000   | LINEAR                   |
| 75706 - | 2000 AJ117               | 5 gennaio 2000   | LINEAR                   |
| 75707 - | 2000 AL117               | 5 gennaio 2000   | LINEAR                   |
| 75708 - | 2000 AR117               | 5 gennaio 2000   | LINEAR                   |
| 75709 - | 2000 AB118               | 5 gennaio 2000   | LINEAR                   |
| 75710 - | 2000 AC118               | 5 gennaio 2000   | LINEAR                   |
| 75711 - | 2000 AM118               | 5 gennaio 2000   | LINEAR                   |
| 75712 - | 2000 AQ118               | 5 gennaio 2000   | LINEAR                   |
| 75713 - | 2000 AR118               | 5 gennaio 2000   | LINEAR                   |
| 75714 - | 2000 AT118               | 5 gennaio 2000   | LINEAR                   |
| 75715 - | 2000 AM120               | 5 gennaio 2000   | LINEAR                   |
| 75716 - | 2000 AS120               | 5 gennaio 2000   | LINEAR                   |
| 75717 - | 2000 AU120               | 5 gennaio 2000   | LINEAR                   |
| 75718 - | 2000 AA122               | 5 gennaio 2000   | LINEAR                   |
| 75719 - | 2000 AZ122               | 5 gennaio 2000   | LINEAR                   |
| 75720 - | 2000 AK127               | 5 gennaio 2000   | LINEAR                   |
| 75721 - | 2000 AS127               | 5 gennaio 2000   | LINEAR                   |
| 75722 - | 2000 AB128               | 5 gennaio 2000   | LINEAR                   |
| 75723 - | 2000 AJ128               | 5 gennaio 2000   | LINEAR                   |
| 75724 - | 2000 AX129               | 5 gennaio 2000   | LINEAR                   |
| 75725 - | 2000 AD131               | 6 gennaio 2000   | LINEAR                   |
| 75726 - | 2000 AG131               | 6 gennaio 2000   | LINEAR                   |
| 75727 - | 2000 AO131               | 2 gennaio 2000   | LINEAR                   |
| 75728 - | 2000 AJ132               | 3 gennaio 2000   | LINEAR                   |
| 75729 - | 2000 AH133               | 3 gennaio 2000   | LINEAR                   |
| 75730 - | 2000 AS134               | 4 gennaio 2000   | LINEAR                   |
| 75731 - | 2000 AX134               | 4 gennaio 2000   | LINEAR                   |
| 75732 - | 2000 AS135               | 4 gennaio 2000   | LINEAR                   |
| 75733 - | 2000 AJ137               | 4 gennaio 2000   | LINEAR                   |
| 75734 - | 2000 AF139               | 5 gennaio 2000   | LINEAR                   |
| 75735 - | 2000 AZ139               | 5 gennaio 2000   | LINEAR                   |
| 75736 - | 2000 AA143               | 5 gennaio 2000   | LINEAR                   |
| 75737 - | 2000 AS144               | 5 gennaio 2000   | LINEAR                   |
| 75738 - | 2000 AF145               | 6 gennaio 2000   | LINEAR                   |
| 75739 - | 2000 AQ145               | 6 gennaio 2000   | LINEAR                   |
| 75740 - | 2000 AF148               | 5 gennaio 2000   | LINEAR                   |
| 75741 - | 2000 AK149               | 7 gennaio 2000   | LINEAR                   |
| 75742 - | 2000 AQ149               | 7 gennaio 2000   | LINEAR                   |
| 75743 - | 2000 AF150               | 7 gennaio 2000   | LINEAR                   |
| 75744 - | 2000 AF151               | 10 gennaio 2000  | P. G. Comba              |
| 75745 - | 2000 AF152               | 8 gennaio 2000   | LINEAR                   |
| 75746 - | 2000 AD153               | 9 gennaio 2000   | LINEAR                   |
| 75747 - | 2000 AX153               | 2 gennaio 2000   | LINEAR                   |
| 75748 - | 2000 AY154               | 3 gennaio 2000   | LINEAR                   |
| 75749 - | 2000 AL155               | 3 gennaio 2000   | LINEAR                   |
| 75750 - | 2000 AJ156               | 3 gennaio 2000   | LINEAR                   |
| 75751 - | 2000 AR158               | 3 gennaio 2000   | LINEAR                   |
| 75752 - | 2000 AU159               | 3 gennaio 2000   | LINEAR                   |
| 75753 - | 2000 AH160               | 3 gennaio 2000   | LINEAR                   |
| 75754 - | 2000 AX161               | 4 gennaio 2000   | LINEAR                   |
| 75755 - | 2000 AF162               | 4 gennaio 2000   | LINEAR                   |
| 75756 - | 2000 AR165               | 8 gennaio 2000   | LINEAR                   |
| 75757 - | 2000 AG166               | 8 gennaio 2000   | LINEAR                   |
| 75758 - | 2000 AK166               | 8 gennaio 2000   | LINEAR                   |
| 75759 - | 2000 AH168               | 12 gennaio 2000  | Kleť                     |
| 75760 - | 2000 AP168               | 12 gennaio 2000  | P. G. Comba              |
| 75761 - | 2000 AC171               | 7 gennaio 2000   | LINEAR                   |
| 75762 - | 2000 AS173               | 7 gennaio 2000   | LINEAR                   |
| 75763 - | 2000 AV178               | 7 gennaio 2000   | LINEAR                   |
| 75764 - | 2000 AX179               | 7 gennaio 2000   | LINEAR                   |
| 75765 - | 2000 AT184               | 7 gennaio 2000   | LINEAR                   |
| 75766 - | 2000 AG185               | 7 gennaio 2000   | LINEAR                   |
| 75767 - | 2000 AM185               | 7 gennaio 2000   | LINEAR                   |
| 75768 - | 2000 AE186               | 8 gennaio 2000   | LINEAR                   |
| 75769 - | 2000 AM187               | 8 gennaio 2000   | LINEAR                   |
| 75770 - | 2000 AX190               | 8 gennaio 2000   | LINEAR                   |
| 75771 - | 2000 AD193               | 8 gennaio 2000   | LINEAR                   |
| 75772 - | 2000 AP195               | 8 gennaio 2000   | LINEAR                   |
| 75773 - | 2000 AC196               | 8 gennaio 2000   | LINEAR                   |
| 75774 - | 2000 AF196               | 8 gennaio 2000   | LINEAR                   |
| 75775 - | 2000 AG197               | 8 gennaio 2000   | LINEAR                   |
| 75776 - | 2000 AC198               | 8 gennaio 2000   | LINEAR                   |
| 75777 - | 2000 AF198               | 8 gennaio 2000   | LINEAR                   |
| 75778 - | 2000 AY198               | 8 gennaio 2000   | LINEAR                   |
| 75779 - | 2000 AC201               | 9 gennaio 2000   | LINEAR                   |
| 75780 - | 2000 AU202               | 10 gennaio 2000  | LINEAR                   |
| 75781 - | 2000 AA203               | 10 gennaio 2000  | LINEAR                   |
| 75782 - | 2000 AG203               | 10 gennaio 2000  | LINEAR                   |
| 75783 - | 2000 AZ204               | 10 gennaio 2000  | A. Boattini, V. Cecchini |
| 75784 - | 2000 AR205               | 15 gennaio 2000  | K. Korlević              |
| 75785 - | 2000 AS205               | 15 gennaio 2000  | K. Korlević              |
| 75786 - | 2000 AQ207               | 3 gennaio 2000   | Spacewatch               |
| 75787 - | 2000 AG210               | 5 gennaio 2000   | Spacewatch               |
| 75788 - | 2000 AM214               | 6 gennaio 2000   | Spacewatch               |
| 75789 - | 2000 AO215               | 7 gennaio 2000   | Spacewatch               |
| 75790 - | 2000 AJ218               | 8 gennaio 2000   | Spacewatch               |
| 75791 - | 2000 AH219               | 8 gennaio 2000   | Spacewatch               |
| 75792 - | 2000 AV224               | 11 gennaio 2000  | Spacewatch               |
| 75793 - | 2000 AZ225               | 12 gennaio 2000  | Spacewatch               |
| 75794 - | 2000 AO227               | 10 gennaio 2000  | Spacewatch               |
| 75795 - | 2000 AZ229               | 3 gennaio 2000   | LINEAR                   |
| 75796 - | 2000 AK230               | 3 gennaio 2000   | LINEAR                   |
| 75797 - | 2000 AN232               | 4 gennaio 2000   | LINEAR                   |
| 75798 - | 2000 AS232               | 4 gennaio 2000   | LINEAR                   |
| 75799 - | 2000 AB233               | 4 gennaio 2000   | LINEAR                   |
| 75800 - | 2000 AD233               | 4 gennaio 2000   | LINEAR                   |

## 75801-75900
| Nome                 | Designazione provvisoria | Data di scoperta | Scopritore            |
| -------------------- | ------------------------ | ---------------- | --------------------- |
| 75801 -              | 2000 AO233               | 4 gennaio 2000   | LINEAR                |
| 75802 -              | 2000 AQ234               | 5 gennaio 2000   | LINEAR                |
| 75803 -              | 2000 AX234               | 5 gennaio 2000   | LINEAR                |
| 75804 -              | 2000 AH236               | 5 gennaio 2000   | LONEOS                |
| 75805 -              | 2000 AN236               | 5 gennaio 2000   | Spacewatch            |
| 75806 -              | 2000 AW237               | 6 gennaio 2000   | K. Korlević           |
| 75807 -              | 2000 AD239               | 6 gennaio 2000   | LINEAR                |
| 75808 -              | 2000 AZ242               | 7 gennaio 2000   | LONEOS                |
| 75809 -              | 2000 AC243               | 7 gennaio 2000   | LONEOS                |
| 75810 -              | 2000 AX244               | 8 gennaio 2000   | LINEAR                |
| 75811 -              | 2000 AZ244               | 8 gennaio 2000   | LINEAR                |
| 75812 -              | 2000 BF                  | 16 gennaio 2000  | K. Korlević           |
| 75813 -              | 2000 BK3                 | 27 gennaio 2000  | T. Kobayashi          |
| 75814 -              | 2000 BX3                 | 27 gennaio 2000  | T. Kobayashi          |
| 75815 -              | 2000 BA6                 | 28 gennaio 2000  | LINEAR                |
| 75816 -              | 2000 BD6                 | 28 gennaio 2000  | LINEAR                |
| 75817 -              | 2000 BM7                 | 29 gennaio 2000  | LINEAR                |
| 75818 -              | 2000 BV8                 | 29 gennaio 2000  | LINEAR                |
| 75819 -              | 2000 BW8                 | 29 gennaio 2000  | LINEAR                |
| 75820 -              | 2000 BQ11                | 26 gennaio 2000  | Spacewatch            |
| 75821 -              | 2000 BU12                | 28 gennaio 2000  | Spacewatch            |
| 75822 -              | 2000 BH15                | 31 gennaio 2000  | T. Kobayashi          |
| 75823 Csokonai       | 2000 BJ15                | 28 gennaio 2000  | K. Sárneczky, L. Kiss |
| 75824 -              | 2000 BS15                | 29 gennaio 2000  | LINEAR                |
| 75825 -              | 2000 BX16                | 30 gennaio 2000  | LINEAR                |
| 75826 -              | 2000 BH17                | 30 gennaio 2000  | LINEAR                |
| 75827 -              | 2000 BX17                | 30 gennaio 2000  | LINEAR                |
| 75828 -              | 2000 BF21                | 29 gennaio 2000  | Spacewatch            |
| 75829 Alyea          | 2000 BH23                | 30 gennaio 2000  | CSS                   |
| 75830 -              | 2000 BL24                | 29 gennaio 2000  | LINEAR                |
| 75831 -              | 2000 BP25                | 30 gennaio 2000  | LINEAR                |
| 75832 -              | 2000 BU25                | 30 gennaio 2000  | LINEAR                |
| 75833 -              | 2000 BB26                | 30 gennaio 2000  | LINEAR                |
| 75834 -              | 2000 BF26                | 30 gennaio 2000  | LINEAR                |
| 75835 -              | 2000 BO26                | 30 gennaio 2000  | LINEAR                |
| 75836 Warrenastro    | 2000 BY28                | 30 gennaio 2000  | CSS                   |
| 75837 Johnbriol      | 2000 BC29                | 30 gennaio 2000  | CSS                   |
| 75838 -              | 2000 BX29                | 30 gennaio 2000  | LINEAR                |
| 75839 -              | 2000 BA30                | 30 gennaio 2000  | LINEAR                |
| 75840 -              | 2000 BG30                | 30 gennaio 2000  | LINEAR                |
| 75841 Brendahuettner | 2000 BA32                | 30 gennaio 2000  | CSS                   |
| 75842 Jackmonahan    | 2000 BE32                | 30 gennaio 2000  | CSS                   |
| 75843 -              | 2000 BL32                | 28 gennaio 2000  | Spacewatch            |
| 75844 Rexadams       | 2000 BN33                | 30 gennaio 2000  | CSS                   |
| 75845 -              | 2000 BD34                | 30 gennaio 2000  | Spacewatch            |
| 75846 Jandorf        | 2000 BN34                | 30 gennaio 2000  | CSS                   |
| 75847 -              | 2000 BD35                | 30 gennaio 2000  | LINEAR                |
| 75848 -              | 2000 BH35                | 30 gennaio 2000  | LINEAR                |
| 75849 -              | 2000 BM46                | 28 gennaio 2000  | Spacewatch            |
| 75850 -              | 2000 CC                  | 2 febbraio 2000  | F. B. Zoltowski       |
| 75851 -              | 2000 CF                  | 1 febbraio 2000  | P. G. Comba           |
| 75852 Elgie          | 2000 CY                  | 1 febbraio 2000  | CSS                   |
| 75853 -              | 2000 CC3                 | 2 febbraio 2000  | LINEAR                |
| 75854 -              | 2000 CZ4                 | 2 febbraio 2000  | LINEAR                |
| 75855 -              | 2000 CT5                 | 2 febbraio 2000  | LINEAR                |
| 75856 -              | 2000 CP8                 | 2 febbraio 2000  | LINEAR                |
| 75857 -              | 2000 CQ8                 | 2 febbraio 2000  | LINEAR                |
| 75858 -              | 2000 CJ9                 | 2 febbraio 2000  | LINEAR                |
| 75859 -              | 2000 CP10                | 2 febbraio 2000  | LINEAR                |
| 75860 -              | 2000 CH12                | 2 febbraio 2000  | LINEAR                |
| 75861 -              | 2000 CG13                | 2 febbraio 2000  | LINEAR                |
| 75862 -              | 2000 CJ17                | 2 febbraio 2000  | LINEAR                |
| 75863 -              | 2000 CD18                | 2 febbraio 2000  | LINEAR                |
| 75864 -              | 2000 CB19                | 2 febbraio 2000  | LINEAR                |
| 75865 -              | 2000 CC19                | 2 febbraio 2000  | LINEAR                |
| 75866 -              | 2000 CA20                | 2 febbraio 2000  | LINEAR                |
| 75867 -              | 2000 CF20                | 2 febbraio 2000  | LINEAR                |
| 75868 -              | 2000 CF21                | 2 febbraio 2000  | LINEAR                |
| 75869 -              | 2000 CR21                | 2 febbraio 2000  | LINEAR                |
| 75870 -              | 2000 CV21                | 2 febbraio 2000  | LINEAR                |
| 75871 -              | 2000 CY23                | 2 febbraio 2000  | LINEAR                |
| 75872 -              | 2000 CK24                | 2 febbraio 2000  | LINEAR                |
| 75873 -              | 2000 CQ24                | 2 febbraio 2000  | LINEAR                |
| 75874 -              | 2000 CE26                | 2 febbraio 2000  | LINEAR                |
| 75875 -              | 2000 CQ26                | 2 febbraio 2000  | LINEAR                |
| 75876 -              | 2000 CU27                | 2 febbraio 2000  | LINEAR                |
| 75877 -              | 2000 CJ28                | 2 febbraio 2000  | LINEAR                |
| 75878 -              | 2000 CM28                | 2 febbraio 2000  | LINEAR                |
| 75879 -              | 2000 CL29                | 2 febbraio 2000  | LINEAR                |
| 75880 -              | 2000 CP29                | 2 febbraio 2000  | LINEAR                |
| 75881 -              | 2000 CC31                | 2 febbraio 2000  | LINEAR                |
| 75882 -              | 2000 CC32                | 2 febbraio 2000  | LINEAR                |
| 75883 -              | 2000 CR32                | 2 febbraio 2000  | LINEAR                |
| 75884 -              | 2000 CS32                | 2 febbraio 2000  | LINEAR                |
| 75885 -              | 2000 CE33                | 2 febbraio 2000  | LINEAR                |
| 75886 -              | 2000 CZ33                | 4 febbraio 2000  | K. Korlević           |
| 75887 -              | 2000 CS34                | 4 febbraio 2000  | M. Tombelli, L. Tesi  |
| 75888 -              | 2000 CU35                | 2 febbraio 2000  | LINEAR                |
| 75889 -              | 2000 CV35                | 2 febbraio 2000  | LINEAR                |
| 75890 -              | 2000 CM36                | 2 febbraio 2000  | LINEAR                |
| 75891 -              | 2000 CY37                | 3 febbraio 2000  | LINEAR                |
| 75892 -              | 2000 CD38                | 3 febbraio 2000  | LINEAR                |
| 75893 -              | 2000 CO38                | 3 febbraio 2000  | LINEAR                |
| 75894 -              | 2000 CZ38                | 3 febbraio 2000  | LINEAR                |
| 75895 -              | 2000 CD44                | 2 febbraio 2000  | LINEAR                |
| 75896 -              | 2000 CV44                | 2 febbraio 2000  | LINEAR                |
| 75897 -              | 2000 CL45                | 2 febbraio 2000  | LINEAR                |
| 75898 -              | 2000 CM45                | 2 febbraio 2000  | LINEAR                |
| 75899 -              | 2000 CZ45                | 2 febbraio 2000  | LINEAR                |
| 75900 -              | 2000 CC48                | 2 febbraio 2000  | LINEAR                |

## 75901-76000
| Nome               | Designazione provvisoria | Data di scoperta | Scopritore            |
| ------------------ | ------------------------ | ---------------- | --------------------- |
| 75901 -            | 2000 CB49                | 2 febbraio 2000  | LINEAR                |
| 75902 -            | 2000 CN49                | 2 febbraio 2000  | LINEAR                |
| 75903 -            | 2000 CQ49                | 2 febbraio 2000  | LINEAR                |
| 75904 -            | 2000 CA50                | 2 febbraio 2000  | LINEAR                |
| 75905 -            | 2000 CK50                | 2 febbraio 2000  | LINEAR                |
| 75906 -            | 2000 CY50                | 2 febbraio 2000  | LINEAR                |
| 75907 -            | 2000 CJ51                | 2 febbraio 2000  | LINEAR                |
| 75908 -            | 2000 CC53                | 2 febbraio 2000  | LINEAR                |
| 75909 -            | 2000 CG53                | 2 febbraio 2000  | LINEAR                |
| 75910 -            | 2000 CO53                | 2 febbraio 2000  | LINEAR                |
| 75911 -            | 2000 CJ54                | 2 febbraio 2000  | LINEAR                |
| 75912 -            | 2000 CQ56                | 4 febbraio 2000  | LINEAR                |
| 75913 -            | 2000 CU57                | 5 febbraio 2000  | LINEAR                |
| 75914 -            | 2000 CS58                | 2 febbraio 2000  | LINEAR                |
| 75915 -            | 2000 CO60                | 2 febbraio 2000  | LINEAR                |
| 75916 -            | 2000 CY60                | 2 febbraio 2000  | LINEAR                |
| 75917 -            | 2000 CZ60                | 2 febbraio 2000  | LINEAR                |
| 75918 -            | 2000 CC61                | 2 febbraio 2000  | LINEAR                |
| 75919 -            | 2000 CK61                | 2 febbraio 2000  | LINEAR                |
| 75920 -            | 2000 CR62                | 2 febbraio 2000  | LINEAR                |
| 75921 -            | 2000 CL63                | 2 febbraio 2000  | LINEAR                |
| 75922 -            | 2000 CQ64                | 3 febbraio 2000  | LINEAR                |
| 75923 -            | 2000 CL65                | 4 febbraio 2000  | LINEAR                |
| 75924 -            | 2000 CF66                | 6 febbraio 2000  | LINEAR                |
| 75925 -            | 2000 CJ66                | 6 febbraio 2000  | LINEAR                |
| 75926 -            | 2000 CR66                | 6 febbraio 2000  | LINEAR                |
| 75927 -            | 2000 CE67                | 6 febbraio 2000  | LINEAR                |
| 75928 -            | 2000 CY69                | 1 febbraio 2000  | Spacewatch            |
| 75929 -            | 2000 CH70                | 7 febbraio 2000  | LINEAR                |
| 75930 -            | 2000 CO70                | 7 febbraio 2000  | LINEAR                |
| 75931 -            | 2000 CG71                | 7 febbraio 2000  | LINEAR                |
| 75932 -            | 2000 CN71                | 7 febbraio 2000  | LINEAR                |
| 75933 -            | 2000 CB75                | 6 febbraio 2000  | LINEAR                |
| 75934 -            | 2000 CR75                | 7 febbraio 2000  | LINEAR                |
| 75935 -            | 2000 CW75                | 7 febbraio 2000  | LINEAR                |
| 75936 -            | 2000 CZ75                | 8 febbraio 2000  | LINEAR                |
| 75937 -            | 2000 CK78                | 7 febbraio 2000  | Spacewatch            |
| 75938 -            | 2000 CO80                | 6 febbraio 2000  | LINEAR                |
| 75939 -            | 2000 CF81                | 4 febbraio 2000  | LINEAR                |
| 75940 -            | 2000 CL82                | 4 febbraio 2000  | LINEAR                |
| 75941 -            | 2000 CX82                | 4 febbraio 2000  | LINEAR                |
| 75942 -            | 2000 CO84                | 4 febbraio 2000  | LINEAR                |
| 75943 -            | 2000 CM85                | 4 febbraio 2000  | LINEAR                |
| 75944 -            | 2000 CT85                | 4 febbraio 2000  | LINEAR                |
| 75945 -            | 2000 CY86                | 4 febbraio 2000  | LINEAR                |
| 75946 -            | 2000 CZ86                | 4 febbraio 2000  | LINEAR                |
| 75947 -            | 2000 CB87                | 4 febbraio 2000  | LINEAR                |
| 75948 -            | 2000 CH88                | 4 febbraio 2000  | LINEAR                |
| 75949 -            | 2000 CR88                | 4 febbraio 2000  | LINEAR                |
| 75950 -            | 2000 CU88                | 4 febbraio 2000  | LINEAR                |
| 75951 -            | 2000 CK90                | 6 febbraio 2000  | LINEAR                |
| 75952 -            | 2000 CD91                | 6 febbraio 2000  | LINEAR                |
| 75953 -            | 2000 CE91                | 6 febbraio 2000  | LINEAR                |
| 75954 -            | 2000 CO91                | 6 febbraio 2000  | LINEAR                |
| 75955 -            | 2000 CC92                | 6 febbraio 2000  | LINEAR                |
| 75956 -            | 2000 CZ92                | 6 febbraio 2000  | LINEAR                |
| 75957 -            | 2000 CB94                | 8 febbraio 2000  | LINEAR                |
| 75958 -            | 2000 CE94                | 8 febbraio 2000  | LINEAR                |
| 75959 -            | 2000 CP94                | 8 febbraio 2000  | LINEAR                |
| 75960 -            | 2000 CS96                | 6 febbraio 2000  | LINEAR                |
| 75961 -            | 2000 CZ98                | 8 febbraio 2000  | Spacewatch            |
| 75962 -            | 2000 CH100               | 10 febbraio 2000 | Spacewatch            |
| 75963 -            | 2000 CN100               | 10 febbraio 2000 | Spacewatch            |
| 75964 -            | 2000 CQ100               | 10 febbraio 2000 | Spacewatch            |
| 75965 -            | 2000 CF103               | 6 febbraio 2000  | LINEAR                |
| 75966 -            | 2000 CL103               | 7 febbraio 2000  | LINEAR                |
| 75967 -            | 2000 CP103               | 8 febbraio 2000  | LINEAR                |
| 75968 -            | 2000 CF104               | 10 febbraio 2000 | K. Korlević           |
| 75969 Backhouse    | 2000 CE112               | 7 febbraio 2000  | CSS                   |
| 75970 Olcott       | 2000 CH112               | 7 febbraio 2000  | CSS                   |
| 75971 Unkingalls   | 2000 CK112               | 7 febbraio 2000  | CSS                   |
| 75972 Huddleston   | 2000 CM112               | 7 febbraio 2000  | CSS                   |
| 75973 -            | 2000 CA117               | 3 febbraio 2000  | LINEAR                |
| 75974 -            | 2000 CC117               | 4 febbraio 2000  | LINEAR                |
| 75975 -            | 2000 CD121               | 2 febbraio 2000  | LINEAR                |
| 75976 -            | 2000 CZ121               | 3 febbraio 2000  | LINEAR                |
| 75977 -            | 2000 CK122               | 3 febbraio 2000  | LINEAR                |
| 75978 -            | 2000 CC124               | 3 febbraio 2000  | LINEAR                |
| 75979 -            | 2000 CL125               | 3 febbraio 2000  | LINEAR                |
| 75980 -            | 2000 CK128               | 2 febbraio 2000  | Spacewatch            |
| 75981 -            | 2000 CH136               | 3 febbraio 2000  | Spacewatch            |
| 75982 -            | 2000 DU                  | 24 febbraio 2000 | T. Kobayashi          |
| 75983 -            | 2000 DY                  | 24 febbraio 2000 | T. Kobayashi          |
| 75984 -            | 2000 DC2                 | 26 febbraio 2000 | Spacewatch            |
| 75985 -            | 2000 DY2                 | 24 febbraio 2000 | T. Kobayashi          |
| 75986 -            | 2000 DO3                 | 28 febbraio 2000 | K. Korlević, M. Jurić |
| 75987 -            | 2000 DW4                 | 28 febbraio 2000 | LINEAR                |
| 75988 -            | 2000 DK6                 | 28 febbraio 2000 | LINEAR                |
| 75989 -            | 2000 DF7                 | 29 febbraio 2000 | T. Kobayashi          |
| 75990 -            | 2000 DA9                 | 26 febbraio 2000 | Spacewatch            |
| 75991 -            | 2000 DE9                 | 26 febbraio 2000 | Spacewatch            |
| 75992 -            | 2000 DH9                 | 26 febbraio 2000 | Spacewatch            |
| 75993 -            | 2000 DR9                 | 26 febbraio 2000 | Spacewatch            |
| 75994 -            | 2000 DA12                | 27 febbraio 2000 | Spacewatch            |
| 75995 -            | 2000 DD14                | 28 febbraio 2000 | Spacewatch            |
| 75996 Piekiel      | 2000 DS14                | 26 febbraio 2000 | CSS                   |
| 75997 -            | 2000 DU14                | 26 febbraio 2000 | CSS                   |
| 75998 -            | 2000 DE15                | 26 febbraio 2000 | CSS                   |
| 75999 -            | 2000 DH15                | 26 febbraio 2000 | CSS                   |
| 76000 Juliuserving | 2000 DO15                | 26 febbraio 2000 | CSS                   |